# Кавказька повість
«Кавказька повість» — радянський двосерійний художній телефільм 1978 року, знятий на кіностудії «Грузія-фільм».

## Сюжет
За мотивами повісті Л. М. Толстого «Козаки». З молодих років залишившись без батьків, Дмитро Андрійович Оленін до двадцяти чотирьох років змарнував половину стану, ніде не закінчив курсу і ніде не служив. Не знаючи з упевненістю, на що ж направити силу молодості, яку ясно відчуває в собі, Оленін сподівається, з від'їздом в кавказький піхотний полк, куди зарахований юнкером, змінити життя, щоб не стало в ньому більше помилок і каяття.

## У ролях
- Володимир Конкін — Дмитро Оленін
- Світлана Діріна — Мар'яна
- Арчіл Гоміашвілі — Єрошка, козак
- Олександр Буклєєв — Лукашка, козак
- Микола Глинський — Белецький, князь, офіцер
- Сергій Тимофєєв — Назарко, козак
- Віктор Факеєв — Єргушов, козак
- Юрій Назаров — Хлопов, офіцер
- Валентина Пугачова — Улитка, мати Мар'яни
- Юрій Саг'янц — хорунжий, батько Мар'яни
- Любов Малиновська — мати козака Лукашки
- Надія Бутирцева — Устенька
- Наталія Лебле — Стьопка, німа сестра Лукашки
- Тома Аржанов — епізод
- Михайло Іоффе — Єлізар, слуга в Москві
- Рафаель Багдасаров — епізод
- Анатолій Лобов — епізод
- Ірина Джапакова — епізод
- Леонід Пярн — епізод
- Важа Кобулашвілі — ватажок абреків
- Віктор Михайлов — епізод
- Микола Поляков — епізод
- Урузмаг Хурумов — епізод
- Андрій Пальчиков — епізод
- Гіві Чугуашвілі — чеченець
- Аміран Кадейшвілі — епізод

## Знімальна група
- Режисер — Георгій Калатозішвілі
- Сценаристи — Артур Макаров, Георгій Калатозішвілі
- Оператор — Нугзар Рухадзе
- Композитор — Гія Канчелі
- Художник — Реваз Мірзашвілі